# Sportrekant
En sportrekant er tre jernbanespor eller sporvejsspor, der er knyttet sammen i en tillempet trekant, idet der ved hver af dem er et sporskifte, der fører hen til de to andre. De kan bruges til at forbinde tre strækninger med hinanden eller til at foretaget trekantvendinger.
Sportrekanter kan laves med både enkeltspor og dobbeltspor. I sidstnævnte tilfælde kan der helt eller delvist benyttes niveaufri udfletninger, hvilket er dyrere og fylder mere, men som til gengæld også er sikrere, idet man undgår krydsning i niveau med spor i modgående retning.

## Jernbaner
Ved jernbaner er sportrekanter blevet anlagt ved stationer, maskindepoter og godsbanegårde. Som regel blev et gennemgående lige spor forbundet med et vinkelret beliggende blindt spor ved hjælp af tre sporskifter og to så vidt muligt symmetriske kurver. Disse sportrekanter benyttedes især af lokomotiver med tender, der normalt ikke kørte baglæns i driften og derfor måtte vendes ved endestationerne. Det var dog pladskrævende, og som oftest benyttedes drejeskiver i stedet.
En anden anvendelse for sportrekanter er til at forbinde tre strækninger med hinanden. Det er. f.eks. tilfældet ved Abzweig Werdau Bogendreieck i Sachsen, hvor tre dobbeltsporede hovedbaner er forbundet med hinanden i niveau på den måde. Et andet tilfælde fandtes på Berlins U-Bahn indtil 1912, men efter et par store ulykker med tog der stødte sammen, erstattedes det af en niveaufri krydsning med U-Bahnhof Gleisdreieck (bogstaveligt Sportrekant Station). Endnu et eksempel finder man i Østjylland, hvor der er baner mellem Fredericia, Snoghøj og Taulov, idet tanken er at tog kan køre direkte Snoghøj - Taulov uden at skulle ind og skifte retning i Fredericia.
Baner der på den måde fungerer som sportrekanter kan bruges til at vende tog både tilsigtet og utilsigtet. Trekanten mellem Fredericia, Snoghøj og Taulov medfører f.eks. af og til, at IC3-togsæt der kører København - Aarhus - Esbjerg - København ved tilbagekomsten vender modsat af før. Ved de små IC3 betyder det ikke så meget, udover at det forvirrer passagererne, men ved de større tyske højhastighedstog ICE er det et problem. Har en omlægning f.eks. medført, at et togsæt har måtte skifte retning undervejs, kan det være nødvendigt at vende det i en større trekant bagefter for at få det til at vende rigtigt. Alternativet er at passagererne må gå flere hundrede meter frem og tilbage på perronerne, fordi de vogne de har reserveret plads i holder modsat af det annoncerede.

## Sporveje
Ved sporveje benyttes sportrekanter jævnligt ved gadekryds, hvor forskellige strækninger mødes. På den måde kan der ændres retning efter behov, hvad enten man har to eller flere linjer der skal hver sin vej, skal skabe forbindelse til en remise eller bare vil have mulighed for omlægninger. Er en strækning afbrudt kan en sådan sportrekant desuden bruges til at vende vogne.
En anden brug af sportrekanter er som endestationer. Det benyttedes tidligere især i gader, hvor der ikke var plads til en vendesløjfe. Det blev f.eks. brugt af Københavns Sporveje til at vende linje 4 for enden af først Thorshavnsgade og senere Isafjordsgade på Islands Brygge. I andre tilfælde kan det være opstået, hvis en tilstødende strækning eller en vendesløjfe er blevet fjernet, men hvor man beholder nogle spor, så man kan vende i nødstilfælde. Det er f.eks. tilfældet ved Wettersteinplatz og Zirkus Krone i München. Vendingen sker typisk sådan, at der først køres forbi sportrekanten (1), hvorefter der drejes baglæns ind i et blindspor (2) og derefter drejes fremad tilbage i den retning vognen kom fra (3). Ved den baglæns kørsel styrer vognstyreren oftest fra en vognstyrerplads eller nødudstyr til baglæns kørsel bag i vognen. Alternativt kan en konduktør eller anden medarbejder være behjælpelig med at sikre, at vognstyreren ikke uforvarende bakker ind i noget.

## Modeljernbaner
Ligesom i virkeligheden forekommer sportrekanter også af og til på modeljernbaner. Ved treskinnedrift er det ikke noget problem, men ved toskinnedrift hvor den ene skinne fungerer som plus og den anden som minus, fører det til at disse mødes med kortslutning til følge, hvis man ikke forhindrer det. Ved analog drift løses problemet nemmest ved, at sporafsnit holdes elektrisk isoleret fra resten og forsynes med strøm fra en polomskifter. Dette kræver dog, at toget stopper op. Alternativt kan der benyttes ensrettere, hvilket dog kræver, at man ændrer kørselsretningen på transformatoren, mens toget kører gennem sporafsnittet. Ved mere komplekse systemer benyttes relæer eller elektroniske skift. Ved digital drift tilbyder producenter såkaldte vendesløfemoduler, der forsyner et adskilt sporafsnit med strøm.